# 塔皮奥拉站
塔皮奥拉地铁站（芬蘭語：Tapiolan metroasema），是芬兰赫爾辛基地鐵西线地铁延展线上的地下车站。该站位于体育公园站东边1.3公里、阿尔托大学站西南1.7公里处。

## 图集

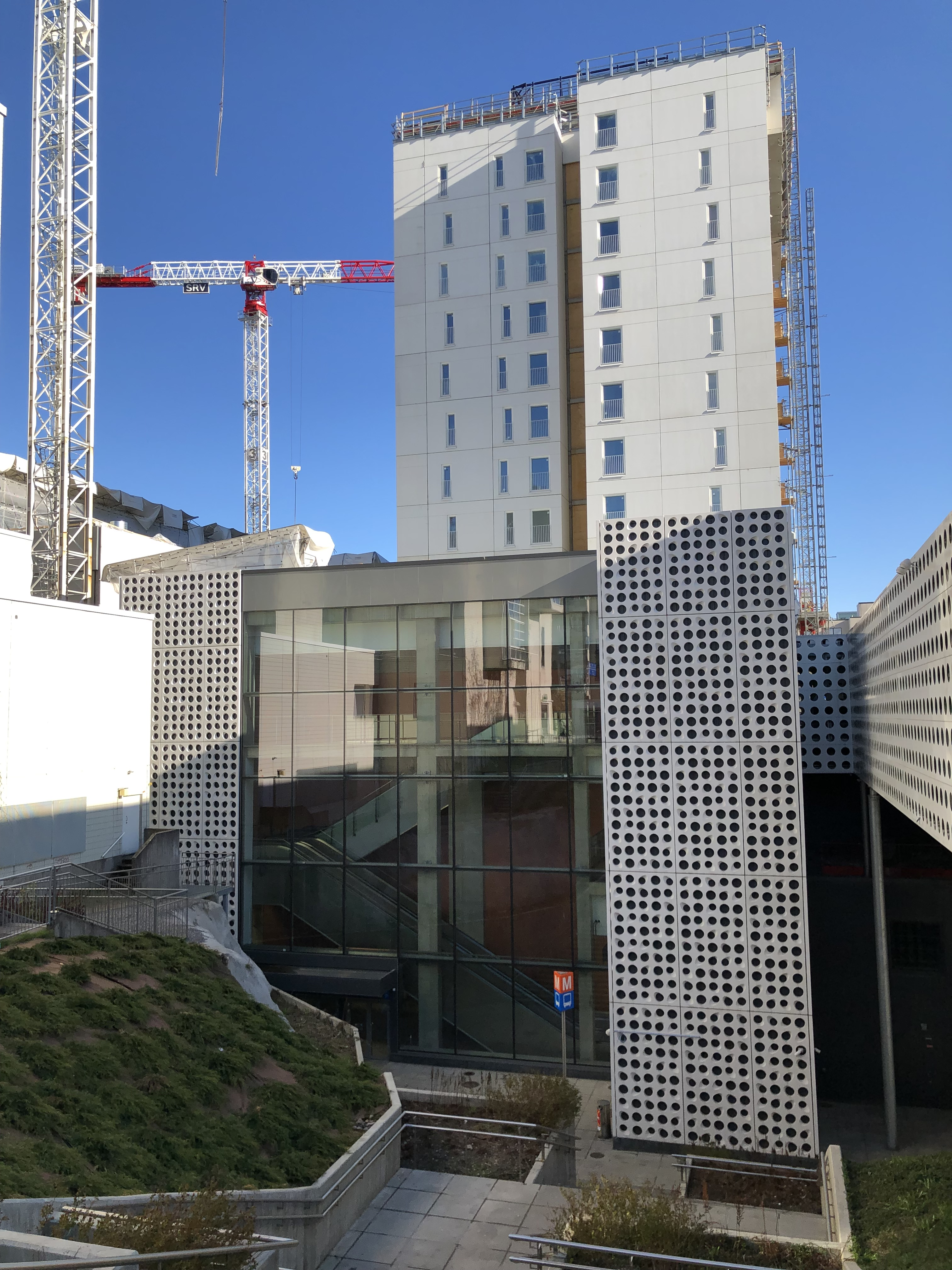
2019年5月时的北入口
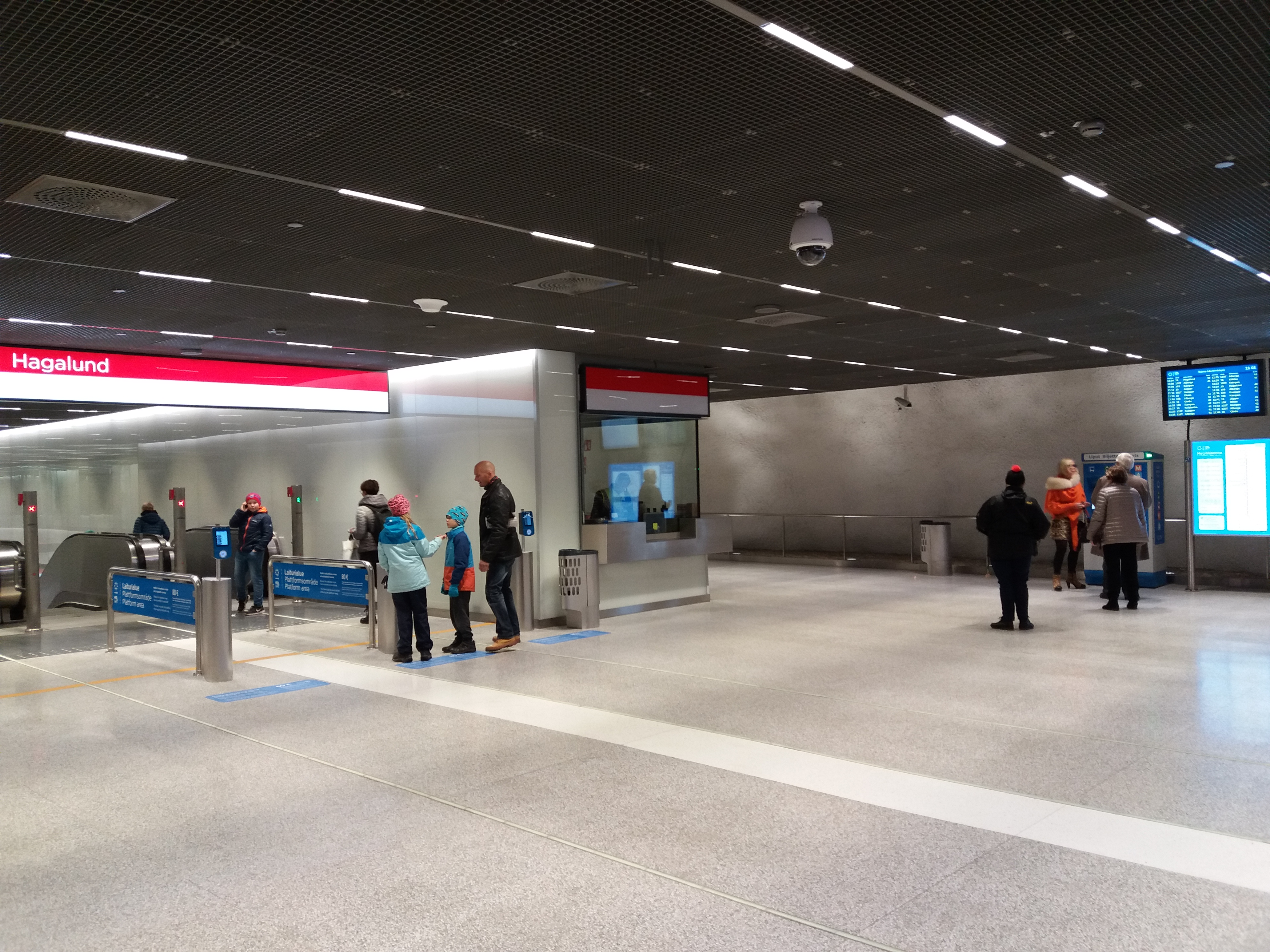
售票厅
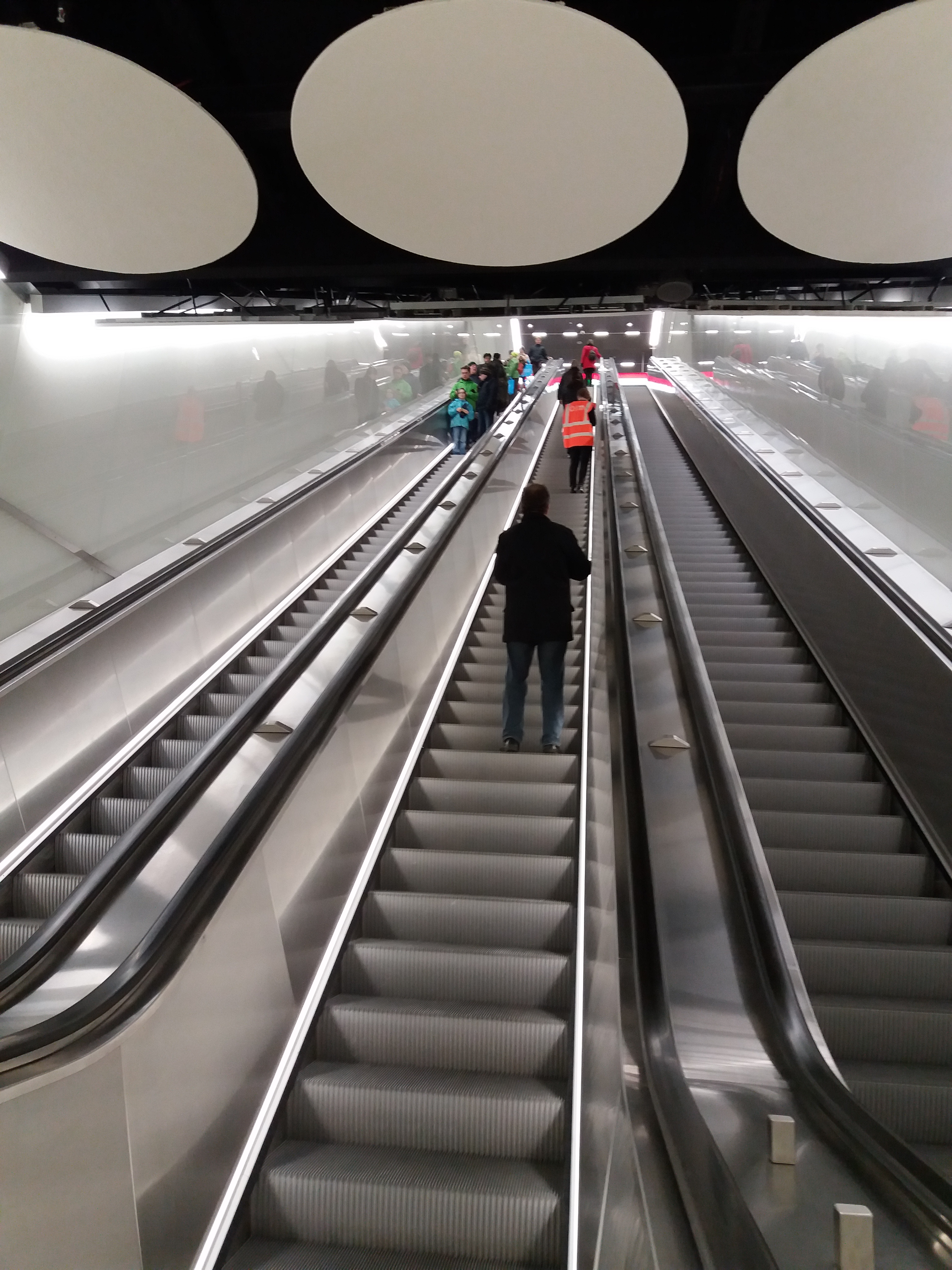
扶梯
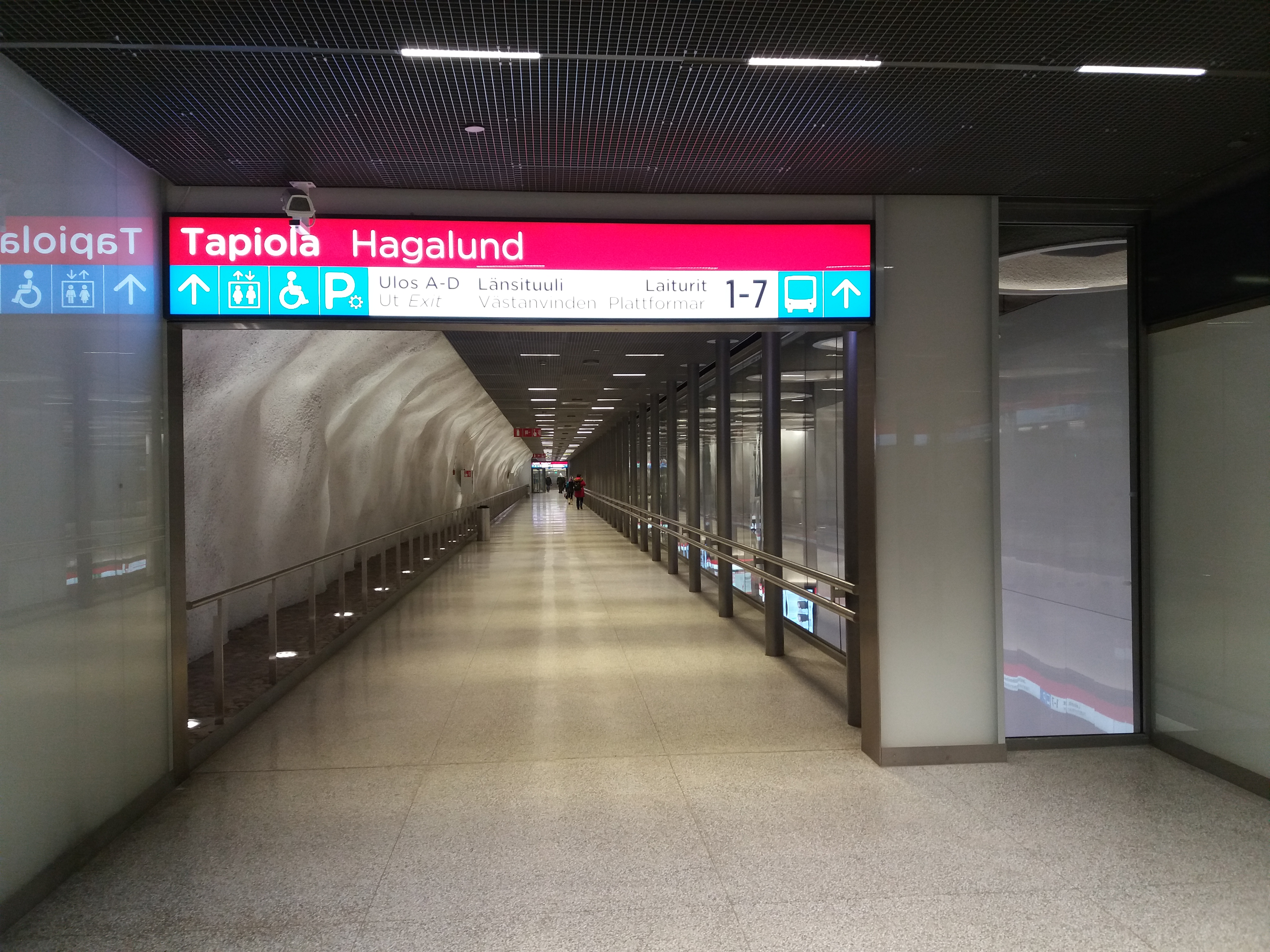
售票厅层的通道
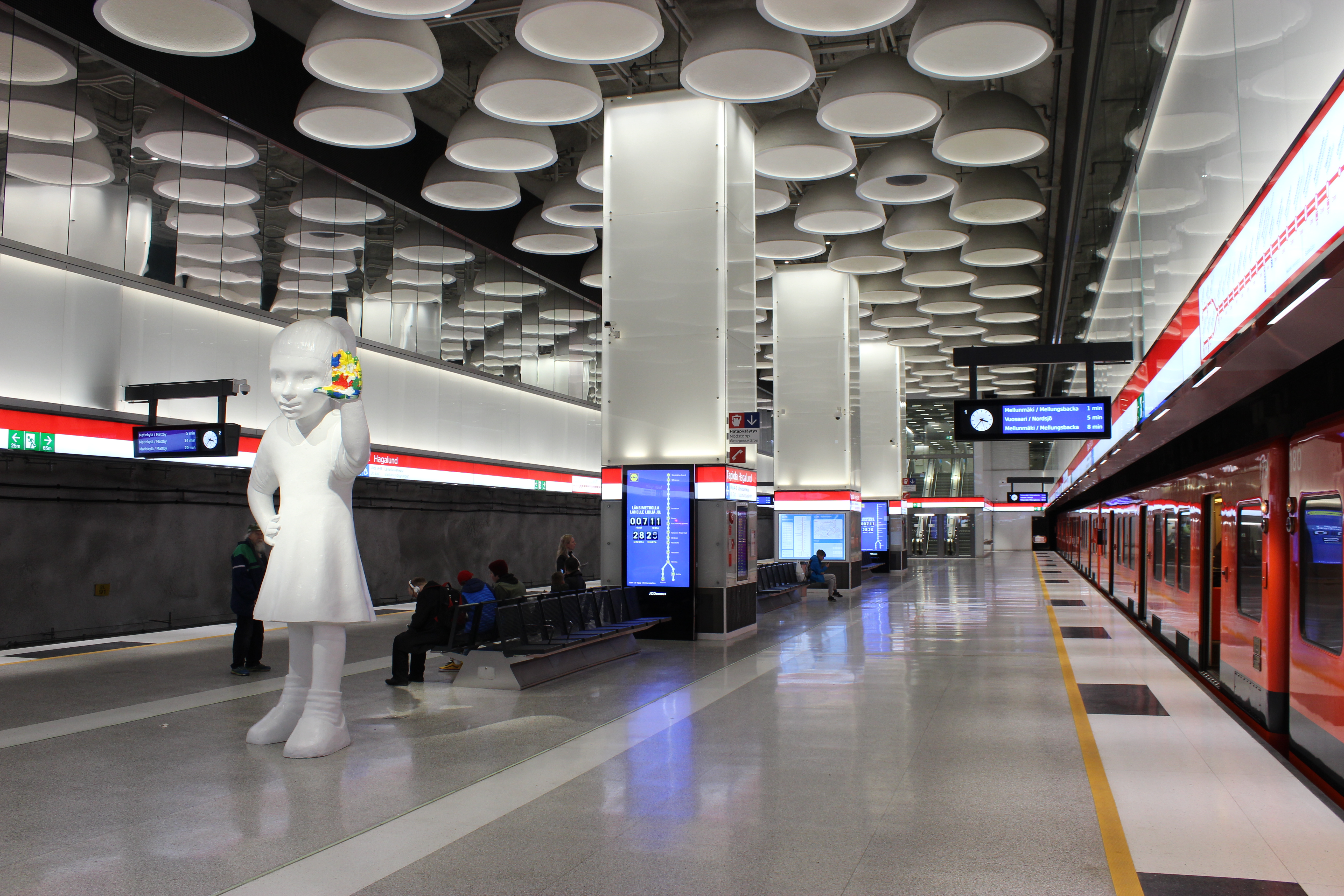
月台